# 鄭正鈐
鄭正鈐（1969年5月31日—），中華民國政治人物，中國國民黨籍，現任新竹市立法委員，中國國民黨立法院黨團副書記長、中常委。
畢業於國立政治大學外交系、新聞系，東亞研究所碩士，中華大學科技管理研究所博士，曾任新竹市議員、中國國民黨組發會副主任委員。
2022年3月，鄭正鈐被「口袋國會」列入第10屆第4會期全院優良立委。

## 立委任內
2022年8月柬埔寨人口販賣事件，鄭正鈐曾聯同多名立委於以國會外交名義前往柬埔寨交涉並救出一名台灣人，並強調警察應建立積極建立各種民間與官方合作的救援管道。

### 交通安全議題

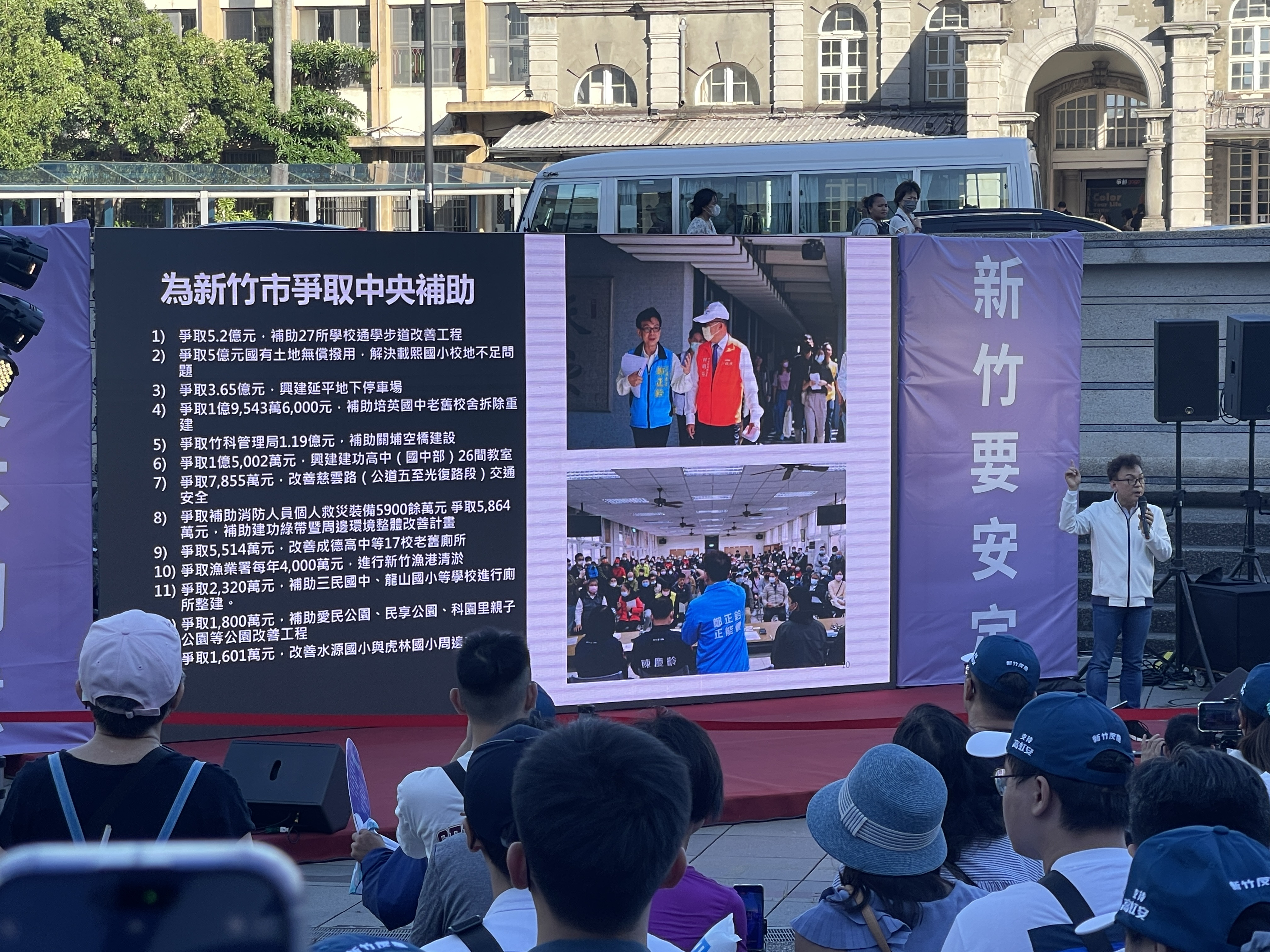
2025年6月15日，「安定新竹罷免投不」鄭正鈐立委上台演講。

2022年2月，鄭正鈐在立法院召開公聽會。鄭正鈐表示，區間測速在民間引發討論，認為政府除了設立區間測速，亦應用其他方式改善交通，減少交通事故傷亡 。
2022年至2023年期間，鄭正鈐與科技部和竹科管理局多次商議，在2023年9月成功爭取新竹市關埔空橋1億1,934萬元之專案補助經費。
2023年3月，鄭正鈐在新竹市北區及香山區邀集交通部與公路總局人員招開「台61西濱快速公路鳳鼻至香山段」說明會，期望中央單位傾聽民意，透過溝通達成共識。

### 教育相關議題
2020年至2023年期間，鄭正鈐多次邀約教育部國教署、體育署等單位至新竹市考察，爭取風雨操場興建、校園整修、標準足球場、校園社區共讀站等。
2023年10月，鄭正鈐召開協調會，因載熙國小近年來學生人數逐漸成長，面臨教學場域空間吃緊問題需擴充校地，國防部同意撥用學校周邊武陵段土地做為校地擴充。

### 運動產業議題
鄭正鈐主張推動運動投資促進運動產業發展，例如就東京奧運金牌選手王齊麟與李洋因公股員工身分代言受阻，他就提倡修訂《國民體育法》，認為這樣有助改善運動員本身的經濟和促進台灣運動周邊產業的發展。另外，他又曾提出修訂《運動產業發展條例》，鼓勵企業投資運動。

### 萊克多巴胺使用問題
鄭正鈐亦主張學校午餐應避免使用含有萊克多巴胺的食品、加工食品，又要求含有萊克多巴胺食品及食品原料之容器或外包裝，應以明顯字體，標註在食品或食品原料品牌名稱下方。

### 相關事件
關於中天新聞台不獲續牌事件，他曾經公開批評民進黨，表示要聲援新聞自由。
因疫情期間民眾受到影響，國民黨立委游毓蘭、林思铭、鄭正鈐及李德維等四人提案刪減文化部所編列補助費中的3億9,047萬5,000元，引發部分藝文界人士的不滿。
2024年4月，與傅崐萁及其他16名中國國民黨籍立法委員赴中國大陸參訪，並會見中國共產黨中央政治局常委、政協主席王滬寧和國台辦主任宋濤等人。

## 爭議

### 財務狀況
2020年，時代力量立委候選人高鈺婷指控鄭正鈐存款0元，還欠下債務3,000多萬。高鈺婷質疑以市議員12萬的月收入，鄭正鈐根本償還不起債務，另一對手民進黨鄭宏輝，亦對其債務狀況質疑。
2021年，根據監察院的財產申報資料，鄭正鈐申報名下房地產共有48筆，分布於新竹市、新竹縣芎林鄉和台北市內湖區，存款125萬6,574元，以及6251萬4723元的債務，主要是房貸。

### 博士論文
2020年，時代力量前立委黃國昌等人指控，鄭正鈐的博士論文涉嫌抄襲同一位指導教授學生的博士論文。，鄭正鈐表示雖然兩人引用同一個數據，但兩人的博士論文切入點不同。
對此，中華大學召開審議委員會，認定論文抄襲不成立。鄭正鈐譴責有心人士的刻意操弄，若再有人汙衊他的論文抄襲，將循司法途徑提告。

### 按喇叭爭取提早獲得疫苗
鄭正鈐與前新聞局長鍾琴號召民眾，一起開車到總統府周邊長按喇叭10秒，爭取疫苗，並表示要按到打上疫苗為止，此舉引來外界批評。

### 握手被控性騷擾
2023年6月4日，一名男性記者指控在記者餐敘與鄭正鈐握手時被「摳手掌心」，決定向國民黨提起性騷擾申訴，但被國民黨用「新聞稿」的方式「簽結」。鄭正鈐表示，他握手握了幾十年都沒事，且活動當天握了不知幾個記者的手，雖至今仍不知控訴人是誰，但對不實指控將提告。
對此，國民黨表示調查過程都與當事人保持聯繫，但雙方當事人各執一詞，也查無實據，因此歷經4次會議與7次訪談相關當事人後作成決議，並依照《性別工作平等法》以及勞動部規定，依法函請主管機關台北市政府勞動局處理，絕無吃案。

### 被質疑非法僱用移工參與集會遊行
2024年4月26日，中國國民黨在凱達格蘭大道舉行「反綠共戰獨裁」集會，現場有一群疑似使用越南文的外籍男子，頭戴鄭正鈐的帽子，鄭正鈐因而被質疑僱用移工到場。對此，學者林志潔指出，僱用移工參與遊行示威將觸犯《就業服務法》。鄭正鈐辦公室則以書面表示，支持者是自發性到場，因下雨索取帽子，他們未進行身分審查；其中一部分為外籍配偶及第二代，並沒有移工。

### 被指控洩密給國台辦、貪污
2025年6月17日，陽明交大科法所教授林志潔、立委陳培瑜等人召開記者會，播放吹哨者（鄭正鈐助理）的錄音指控，鄭正鈐涉嫌接受中國競選資金、將政府資訊和立法院資料洩漏給國台辦、虛報助理薪資及侵占政治獻金，違反《國安法》、《政治獻金法》及《貪污治罪條例》。鄭回應是不實指控，若有證據，歡迎提告。18日，林志潔等人至臺北地檢署告發鄭正鈐。20日，鄭正鈐被列為他字案被告。

## 選舉紀錄
| 年度 | 選舉屆數             | 選舉區           | 所屬政黨   | 得票數 | 得票率 | 當選標記 | 備註 |
| ---- | -------------------- | ---------------- | ---------- | ------ | ------ | -------- | ---- |
| 2002 | 第六屆新竹市議員選舉 | 新竹市第一選舉區 | 中國國民黨 | 1,715  | 4.92%  |          |      |
| 2004 | 第六屆立法委員選舉   | 新竹市選舉區     | 無黨籍     | 4,364  | 2.97%  |          |      |
| 2005 | 第七屆新竹市議員選舉 | 新竹市第一選舉區 | 無黨籍     | 3,312  | 6.30%  |          |      |
| 2009 | 第八屆新竹市議員選舉 | 新竹市第一選舉區 | 中國國民黨 | 3,540  | 6.65%  |          |      |
| 2014 | 第九屆新竹市議員選舉 | 新竹市第一選舉區 | 中國國民黨 | 4,096  | 6.36%  |          |      |
| 2016 | 第九屆立法委員選舉   | 新竹市選舉區     | 中國國民黨 | 79,951 | 36.45% |          |      |
| 2018 | 第十屆新竹市議員選舉 | 新竹市第一選舉區 | 中國國民黨 | 6,998  | 9.76%  |          |      |
| 2020 | 第十屆立法委員選舉   | 新竹市選舉區     | 中國國民黨 | 95,298 | 36.96% |          |      |
| 2024 | 第十一屆立法委員選舉 | 新竹市選舉區     | 中國國民黨 | 92,014 | 35.23% |          |      |

面臨罷免
註1：罷免案通過門檻須同意票大於不同意票，且同意票數達選區人數25％
註2：此選區同意票25.2%，不同意票33.4%，同意票少於不同意票，故不通過
資料來源：中央選舉委員會 ｜ 資料整理：林奕甫、黃靖緯、簡毅慧、江世民

## 軼事
- 鄭正鈐參與2020年新竹市立委選舉，其競選對手鄭宏輝是他的新竹高中同班同學。[1]

## 外部連結
- 新竹市議會 （页面存档备份，存于）
- 鄭正鈐的Facebook專頁
- 鄭正鈐的Instagram帳戶
- YouTube上的鄭正鈐頻道